# Perry (Florida)
Perry es una ciudad ubicada en el condado de Taylor en el estado estadounidense de Florida. En el Censo de 2010 tenía una población de 7.017 habitantes y una densidad poblacional de 288,8 personas por km².

## Geografía
Perry se encuentra ubicada en las coordenadas 30°6′33″N 83°34′55″O / 30.10917, -83.58194. Según la Oficina del Censo de los Estados Unidos, Perry tiene una superficie total de 24.3 km², de la cual 24.3 km² corresponden a tierra firme y (0%) 0 km² es agua.

## Demografía
Según el censo de 2010, había 7.017 personas residiendo en Perry. La densidad de población era de 288,8 hab./km². De los 7.017 habitantes, Perry estaba compuesto por el 54.98% blancos, el 40.15% eran afroamericanos, el 0.5% eran amerindios, el 1.41% eran asiáticos, el 0.01% eran isleños del Pacífico, el 0.9% eran de otras razas y el 2.05% pertenecían a dos o más razas. Del total de la población el 2.17% eran hispanos o latinos de cualquier raza.